# Al-Jaziras flygplats
al-Jaziras flygplats (ICAO: OMRJ) är en liten flygplats i Förenade arabemiraten. Den ligger i al-Jazira al-Hamra i emiratet Ras al-Khayma, i den nordöstra delen av landet. Flygplatsen används av flygklubben Jazirah Aviation Club (arabiska: نادي الجزيرة للطيرن, Nadi al-Jazira li-l-tayaran) och har två landningsbanor, 10/28 och 16/34.